# Parisot (entreprise)
Pour les articles homonymes, voir Parisot.
Parisot est un groupe français de fabrication de meubles dont le siège social est localisé à Saint-Loup-sur-Semouse, en Haute-Saône. Créé en 1936 par Jacques Parisot, c'est un fabricant français opérant sur le marché du meuble en kit.

## Historique
Le groupe Parisot a été fondé en 1936 par Jacques Parisot, diplômé de l'école Boulle.
Depuis 2004, Optimum, la filiale du groupe Parisot spécialisée dans la menuiserie industrielle et située près d'Agen, connait quelques difficultés financières. L'entreprise était présidée à l'époque par Laurence Parisot. En 2006, Laurence Parisot décide de céder l'entreprise Optimum à un fonds de pension luxembourgeois, GMS.
Le groupe a beaucoup délocalisé en Roumanie depuis la chute du régime de Ceaucescu employant en Roumanie jusqu'à 1900 salariés répartis sur 4 sites de production (alors qu'il embauchait à la même période 1400 salariés en France). En 2009, le groupe Parisot décide de fermer un site roumain et crée une nouvelle usine de production ultra-moderne à Saint-Loup sur Semouse.
En 2010 et 2011, le groupe Parisot alors en difficultés financières avait fait appel aux pouvoirs publics pour obtenir des soutiens financiers. Le CIRI avait successivement attribué au groupe Parisot 14 millions d'euros puis 8 millions d'euros en 2010 et 2011. À cette occasion la BPI était montée à hauteur de 20 % du capital de la holding de contrôle du groupe Parisot. Les actionnaires familiaux avaient à cette occasion cédé la majorité du capital (tout en conservant 49 % du capital) à une holding financière Windhurst Industries,,. Windhurst Industries est animé par François Poitrinal d'Hauterives et regroupe : Tifany industries, Clestra Hauserman et Dagard, financé en 2010 à hauteur de 14 millions d'euros par le Fonds stratégique d'investissement (État et Caisse des Dépôts et de Consignation)
En 2012, le groupe Parisot est placé sous procédure de sauvegarde. Dans le même temps, le site de Mattaincourt est placé en cessation de paiements. C'est une période où les plans sociaux se multiplient dans les usines du groupe,,,,.
En 2013/2014, toutes les sociétés du groupe Windhurst sont mises en liquidation judiciaire.
En 2014, la sortie du redressement judiciaire des entités du groupe Parisot est actée par les tribunaux de commerce. Les usines du groupe Parisot sont rachetées par leurs cadres avec le soutien du Ministère du Redressement Productif, Arnaud Montebourg. Le soutien du ministère se concrétise par un prêt du FEDES à hauteur de 3 millions d'euros. C'est le dernier acte, qui met fin à une saga familiale commencée par le grand-père de Laurence Parisot, ex présidente du Medef. Le groupe Parisot représente en 2014 1500 salariés en France et 850 en Roumanie,,.
Le 14 septembre 2015, le Président de la République française, François Hollande, visite l'usine de Saint-Loup sur Semouse et salue son redressement économique.
Son petit-fils Jean-Charles Parisot (né en 1968), président de la société P3G (Parisot 3e génération) rachète en 2017 le groupe qui avait été vendu en 2011 à Windhurst Industries. Le nouvel ensemble dénommé désormais P3G Industries compte 3.500 salariés dans une douzaine d'usines dans le monde et des clients comme Conforama, But, Fly, etc.
En mai 2019, la direction est confiée à la société Jerome Bulte, spécialisé dans le redressement des entreprises en difficultés.
En juin 2019, le tribunal de commerce de Dijon place Parisot en redressement judiciaire à la demande de l'entreprise. Spécialiste du meuble en kit et du « meuble meublant », l'entreprise historique de Saint-Loup-sur-Semouse (Haute-Saône), qui emploie 482 salariés, était confrontée à une baisse du marché hexagonal sur ses produits, par ailleurs fortement concurrencés par des produits d'exportation,.
Le 22 novembre 2019, au tribunal de commerce de Dijon, la société est cédée à P3G Participations avec effacement d'une dette de 32 millions d'euros. Cette vente est contestée par un des créanciers Eco-Mobilier. Le tribunal tranche en appel le 7 mai 2020.
Parisot est fragilisée par les difficultés financières de son premier donneur d'ordre Conforama.

## Activité, rentabilité, effectif
|                                        | 2015  | 2016 | 2017  | 2018  | 2019 |
| -------------------------------------- | ----- | ---- | ----- | ----- | ---- |
| Chiffre d'affaires en millions d'euros | 131   | 136  | 126   | 111   | nc   |
| Résultat net en millions d'euros       | + 2,5 | +1,6 | + 2,5 | - 2,3 | nc   |
| Effectif moyen anuel                   | 584   | 632  | 557   | 554   | nc   |

## Sites de productions
2 unités de production en France
- Parisot site de Saint Loup sur Semouse (Haute-Saône)
- Parisot site de Mattaincourt (Vosges)